# Agathia obsoleta
Agathia obsoleta är en fjärilsart som beskrevs av W. Warren 1897. Agathia obsoleta ingår i släktet Agathia och familjen mätare. Inga underarter finns listade i Catalogue of Life.